# Пірро Лігоріо

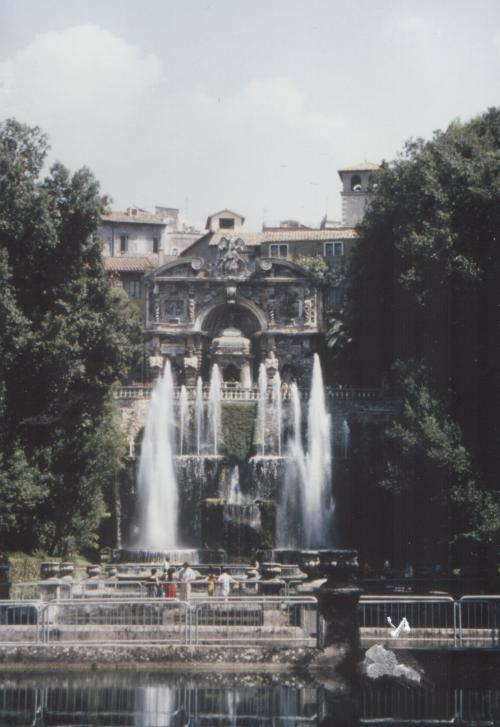
Вілла д'Есте, Тіволі під Римом, Німфей

Пірро Лігоріо (італ. Pirro Ligorio; 1514, Неаполь — 30 жовтня, 1583, Феррара) — італійський художник, архітектор і антиквар XVI століття.

## Біографія
Збережено напрочуд мало відомостей про ранні роки майбутнього художника і архітектора. Народився у місті Неаполь, але відомостей про день і місяць народження не знайдено. Початкове навчання і художню освіту отримав у Неаполі. Відомо, що працював для шляхетної родини Караффа.
Мало відомостей про цей період і у біографа Джованні Бальоне.

### Римський період
1534 року Пірро Лігоріо перебрався у Рим. Серед творів римського періоду — фреска «Танок Саломеї». створена в 1542 році разом із художником Сан Джованні Деколато (знищена).
1549 року він перейшов на службу до кардинала Іпполіто II д'Есте і звертався жо живопису все рідше. Він старанно вивчає у папській столиці античні скульптури і руїни давньоримської архітектури, а також археологічні знахідки під час варварськи проведених розкопок та монети. Пірро Лігоріо стає антикваром. Під партонажем кардинала Іпполіто II д'Есте Пірро Лігоріо сам проводив розкопки на руїнах вілли імператора Адріана у Тіволі.
Серед перших архітектурних творів митця — участь в побудові римського палаццо Торрес (нині палаццо Ланчелотті).
У період між 1557 та 1558 роками його ім'я знайдене у документах із позначкою, що він архітектор папського двору. Відомо, що він створив палацик Казіно для папи римського Пія IV (сади Ватикана). Працював у великій майстерні Мікеланджело Буонарроті. По смерті Буонарроті у 1564 році він та архітектор Джакомо да Віньола очолили будівництво собору Святого Петра.
Пірро Лігоріо наважився критикувати проект собору Мікеланджело Буонарроті, авторитет котрого був недоторканним у Римі, і вже за рік через донос втратив престижне місце папського архітектора.
Лігоріо повернувся на службу до Іпполіто д'Есте з 1567 року, працював над удосконаленням фонтанної системи вілли д'Есте у Тіволі.

### Останні роки у Феррарі
Смерть кардинала Іпполіто II д'Есте примусила митця покинути папський Рим і Пірро Лігоріо перебрався у столицю князівства вельможної родини — місто Феррара. Працював у Феррарі як інженер-гідравлик над спорудженням захисних комунікацій від повеней. Помер у Феррарі.
Неточний життєпис Пірро Лігоріо створив римський художник Джованні Бальоне.

## Вибрані художні і архітектурні твори
- фреска «Танок Саломеї» (у співавторстві із Сан Джованні Деколато, 1542)
- Німфей, вілла Джулія, Рим (у співавторстві з Віньолою)
- Вілла д'Есте, Рим, декор у саду
- Будиночок (казіно) папи римського Пія IV, сади Ватикана
- Сад Бомарцо, (Сакро Боско) біля Вітербо, Італія
- Вілла Ланте у Баньяйя, фонтани

## Дивацькі павільйони і скульптури саду Бомарцо

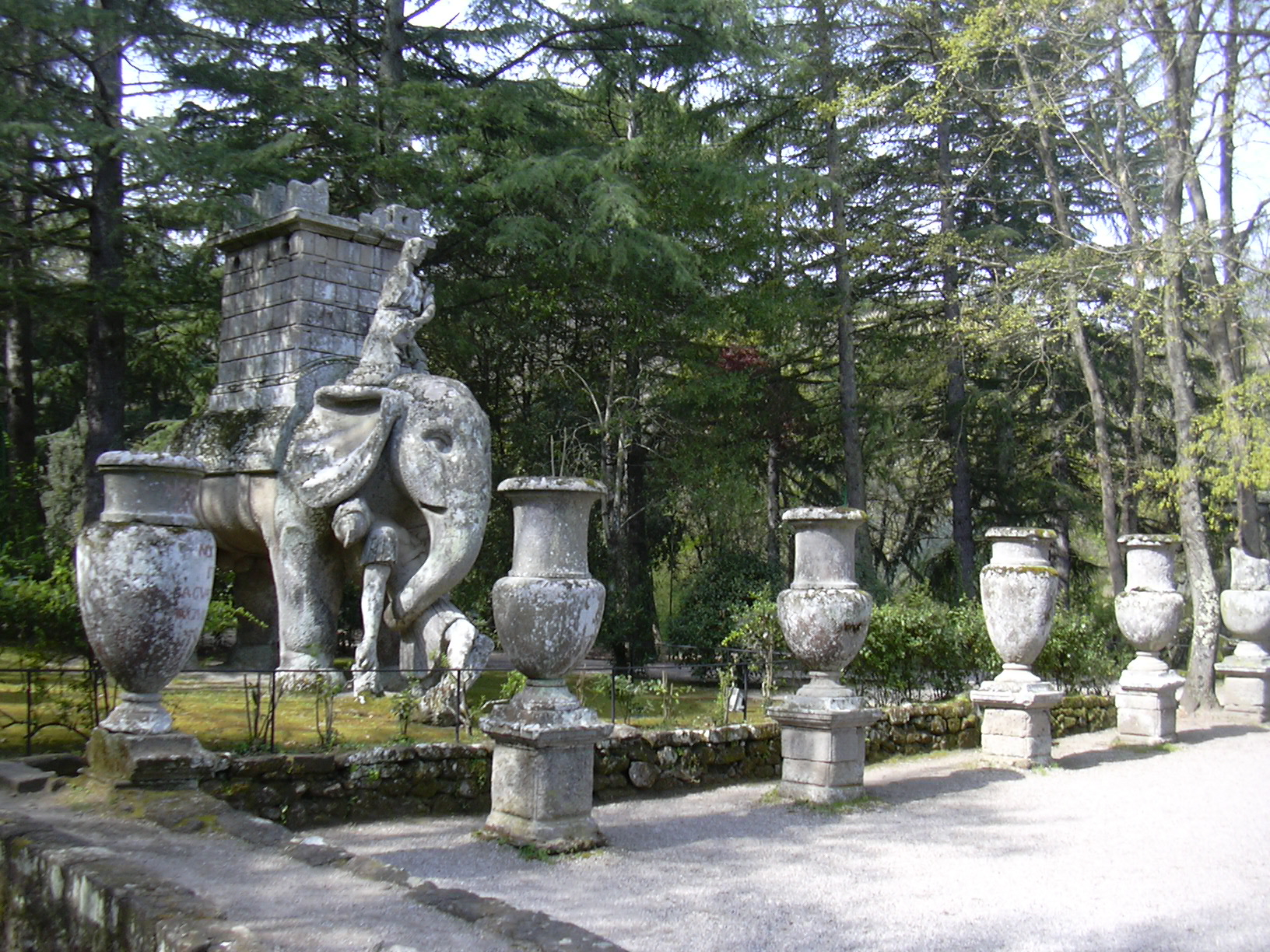
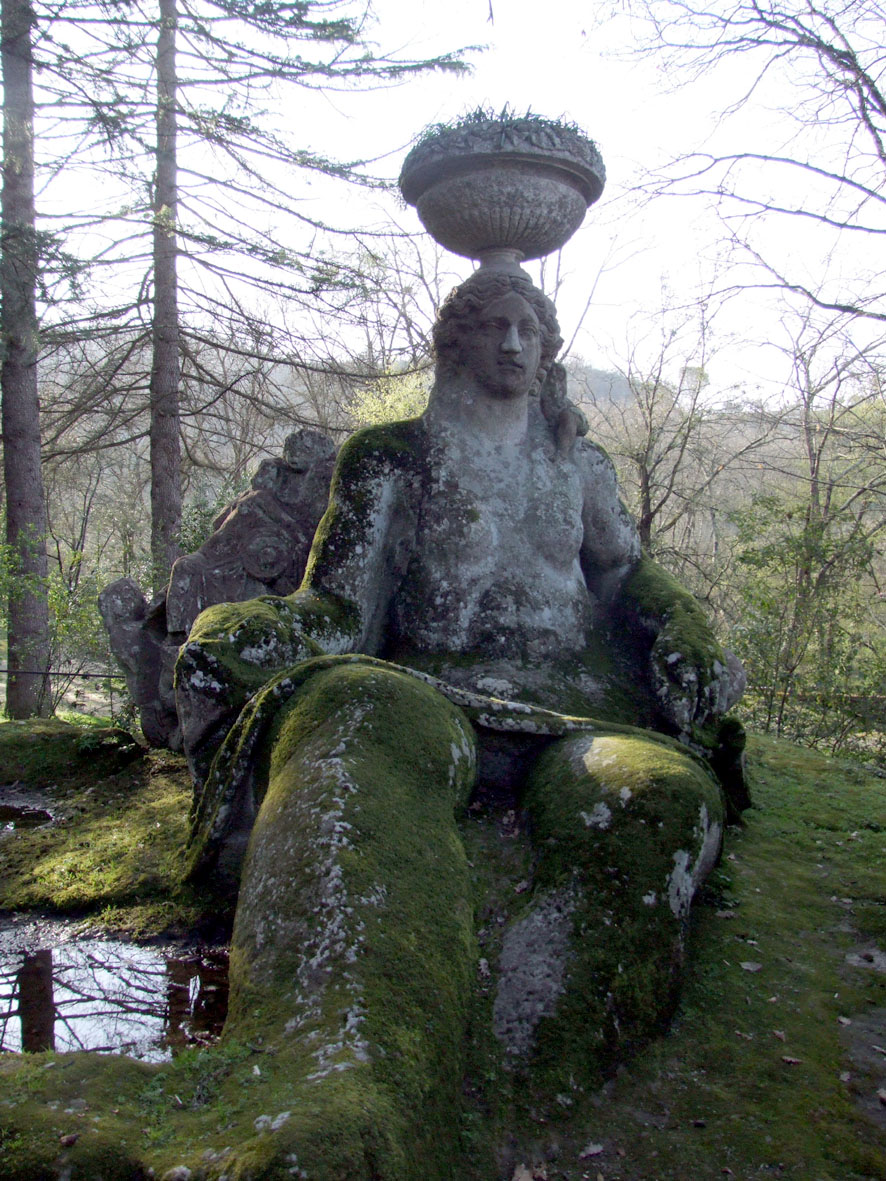
«Богиня Церера»
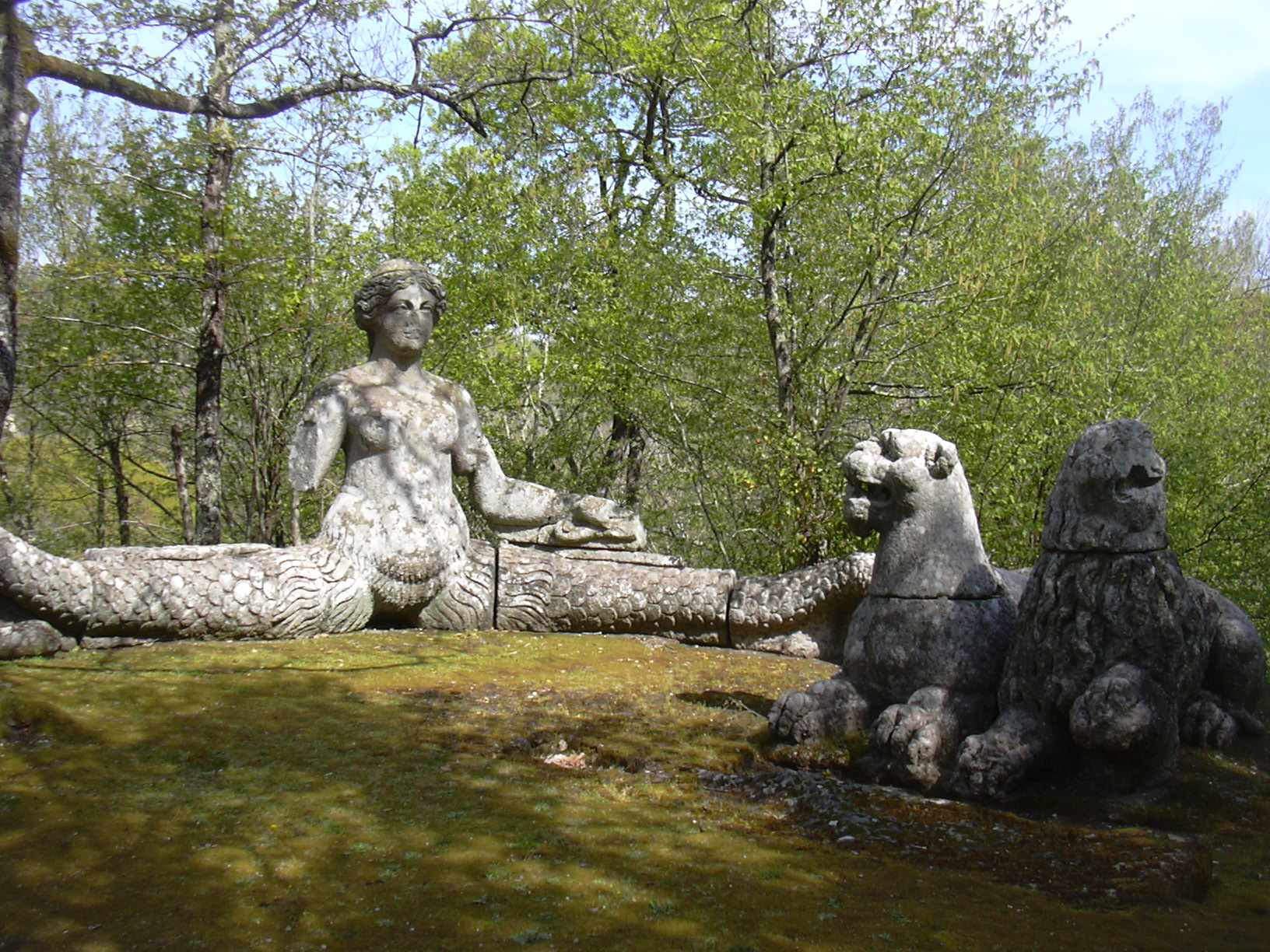
Так звана «Сірена» та леви
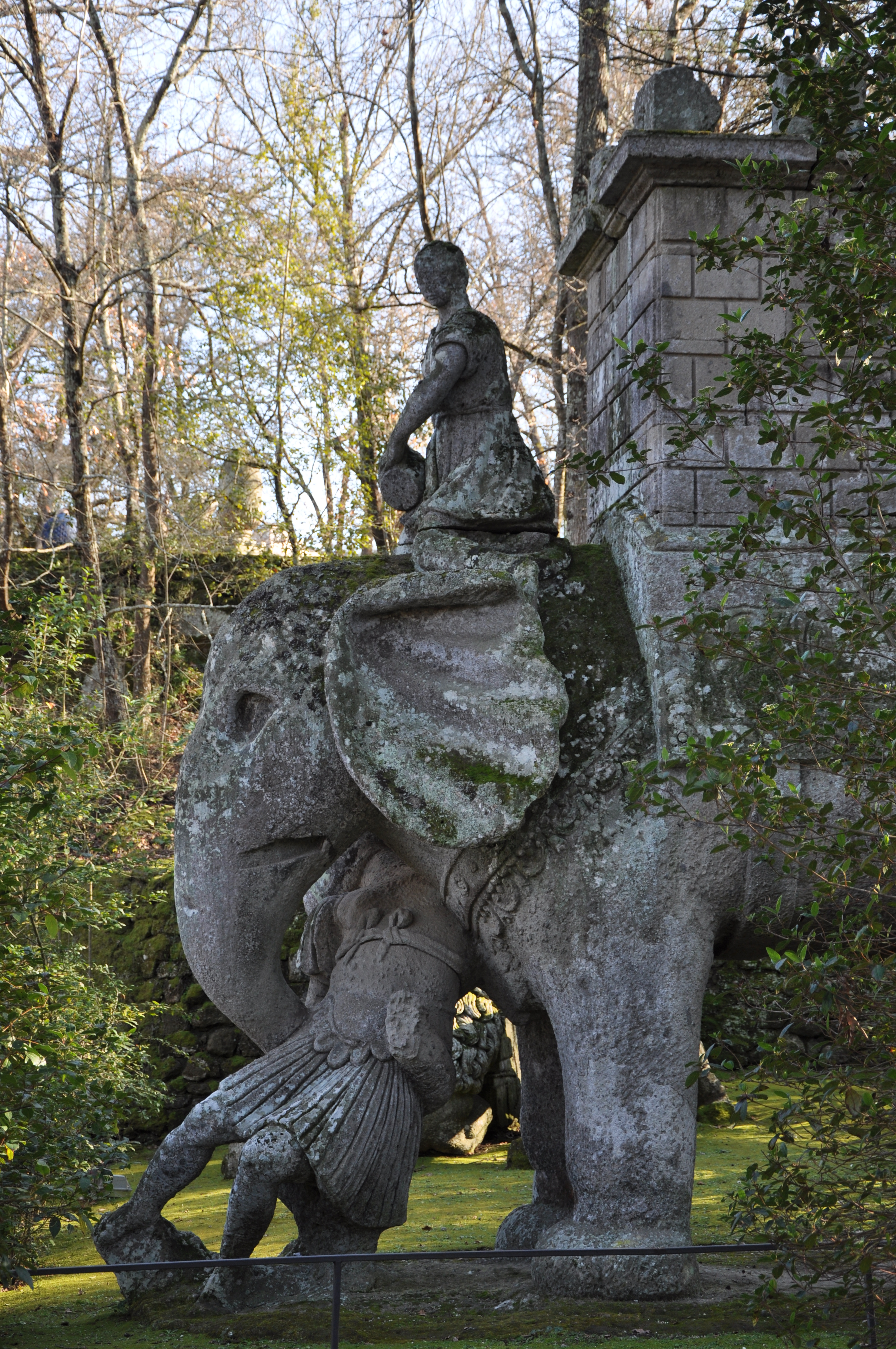
«Військовий слон»
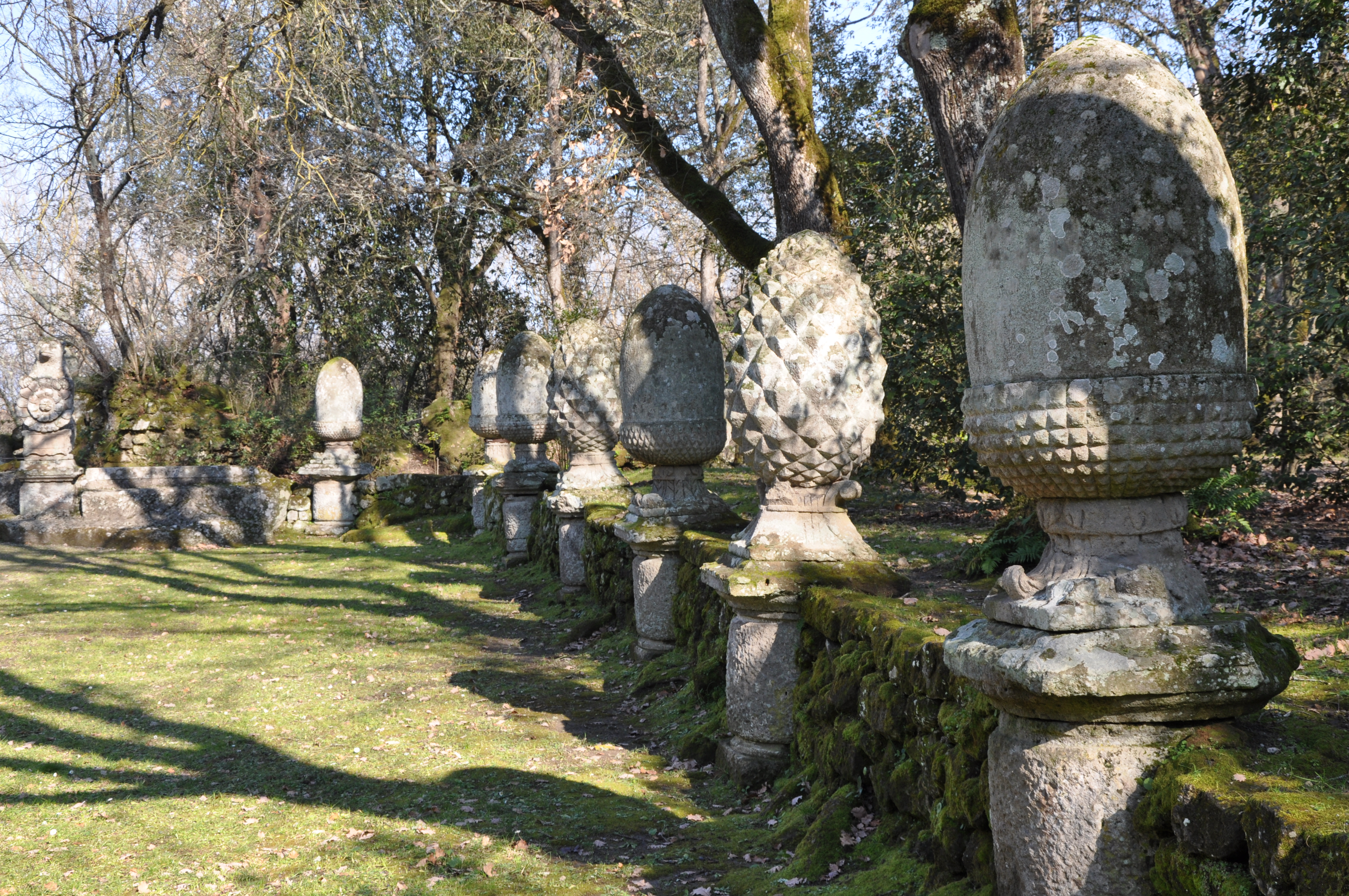